# Maurizio Tosi
Maurizio Tosi (Zevio, 31 maggio 1944 – Ravenna, 24 febbraio 2017) è stato un archeologo e scrittore italiano, che fu professore di paletnologia all'università di Bologna, autore di importanti scavi archeologici nel Vicino Oriente e in Asia. Scopritore  di Shahr-i Sokhta, detta anche la "Città Bruciata".

## Biografia

### Formazione e specializzazioni
Nacque a Zevio, provincia di Verona, il 31 maggio 1944.   A partire dal 1963 compì gli studi universitari presso la facoltà di lettere classiche dell'università La Sapienza di Roma, laureandosi l'11 luglio 1967. Subito dopo frequentò la Scuola di Specializzazione in Archeologia orientale presso l'Università La Sapienza", completando la specializzazione nel 1970. Professore ordinario dal 1981, ha coperto la cattedra di Preistoria e protostoria dell'Asia presso l'Istituto Universitario Orientale di Napoli fino al 1994 e, a partire da quell'anno, la cattedra di Paletnologia presso la Scuola di Conservazione dei Beni culturali dell'università di Bologna. La sua principale specializzazione sono stati i processi formativi delle società complesse e lo sviluppo della ricerca archeologica per la definizione di tali processi. 
Dal 1967 ha diretto progetti di ricerca sul campo per l'Istituto italiano per l'Africa e l'Oriente (Isiao), spesso in collaborazione con numerosi istituti europei ed americani in Iran, Oman, Pakistan, Turkmenistan, Yemen e nelle regioni asiatiche della Federazione Russa. 

### Principali scavi

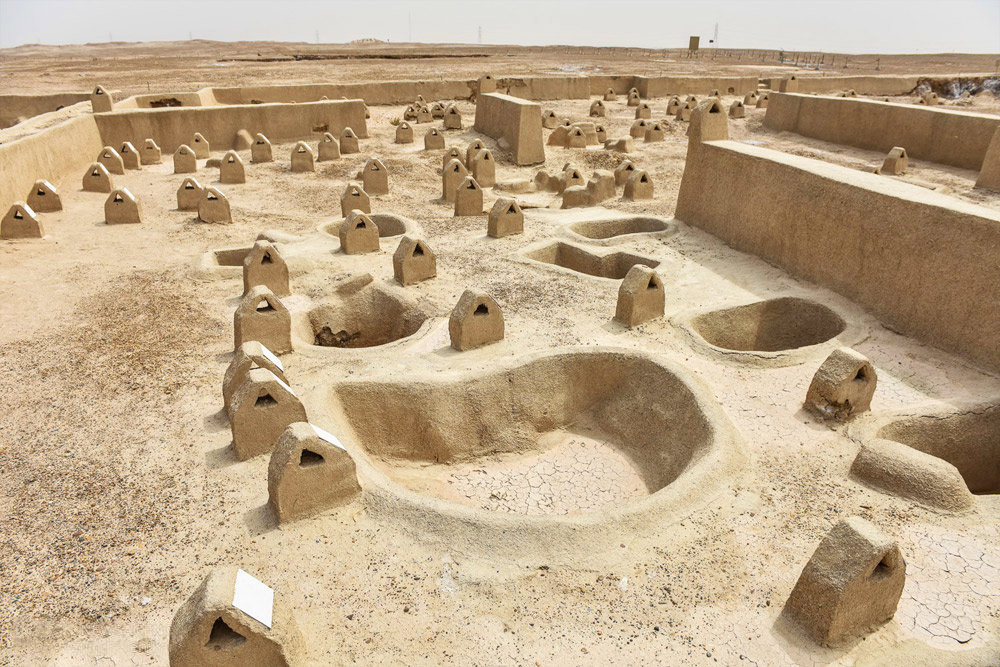
Un particolare del sito protourbano dell'età del bronzo di Shahr-e Sukhteh.

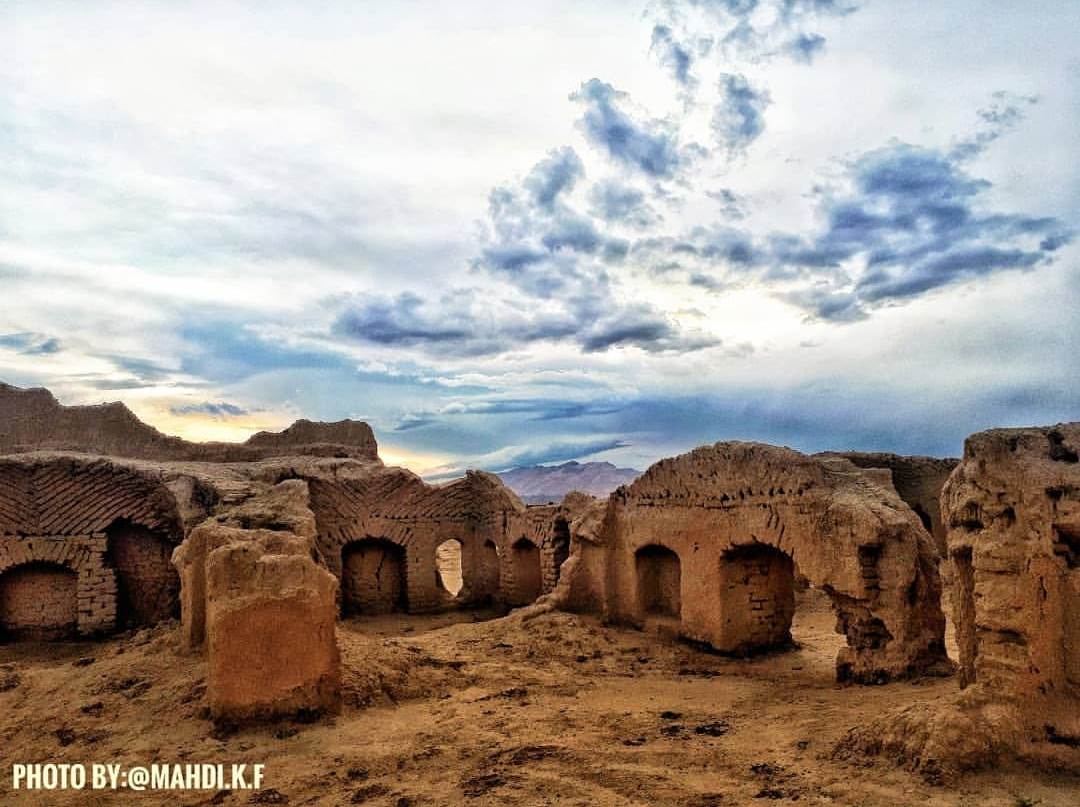
Un particolare del sito di Tepe Hissar.

Dopo i primi scavi in Italia, a partire dal 1967, e fino al 1978 effettuò scavi annuali presso il sito protourbano dell'età del bronzo di Shahr-i Sokhta, in Iran, interrotti poi per lo scoppio della rivoluzione. Nel 1967 effettuò scavi sul sito di Cadbury Hill, Gran Bretagna, attivo dal neolitico all'Alto Medioevo. Dal 1968 al 1970 operò a Cajamarquilla, Perù, nel sito dell'Orizzonte Medio nella bassa Valle del Rimac, e nell'aprile 1968 a Chavín de Huantar, Perù, presso il Tempio dell'Orizzonte Antico nella Sierra Huaraz. Nel 1970 eseguì una ricognizione dei siti preistorici dell'area di Damin e Bampur, in Iran. Nel 1974 partecipò a uno scavo della università della Pennsylvania, sotto la direzione di R.H. Dyson jr, a Hasanlu, in Iran, presso un sito dell'età del ferro.
Nel 1975 effettuò la prima visita nel Sultanato dell'Oman al fine di identificare siti adatti a futuri scavi. Sempre nel 1975 fu Tepe Yahya, Iran, effettuando lo scavo di sito frequentato dal neolitico condotto dalla Harvard University sotto la direzione di Carl C. Lamberg-Karlovsky, e nel 1976 a Tepe Hissar, Iran in un sito del calcolitico-età del bronzo, dirigendo lo scavo congiuntamente con R.H. Dyson jr. della università della Pennsylvania.
Tra il 1977 e il 1982 operò nel sito pre-proto dinastico di Naqadah, Egitto, in collaborazione con C. Barocas e R. Fattovich del Dipartimento di Studi africani dell'Istituto Universitario Orientale di Napoli. Tra il 1980 e il 1984 fece viaggi di ricognizione nel Baluchistan settentrionale e alto Sind, in Pakistan, e tra il 1981 e il 2000 scavi e ricognizione per esplorare i siti medio-olocenici dell'area di Qurum, a Ra's al-Hamra, Oman.  Tra il 1982 e il 1986 operò nella città dell'età del bronzo di Mohenjo-daro, in Pakistan, in un programma di ricerca di superficie per lo studio dell'attività artigianale, di prospezione geofisica, studi di ecologia e documentazione architettonica, effettuato in co-direzione con M. Jansen del Politecnico di Aachen (Germania).
Tra il 1985 e il 1989 operò nella Yemen, eseguendo missioni di ricognizione nella piana della Tihamah, tra Mokha e Selif, centrata nel wadi Surdud e wadi Rimah, e scavi nel sito preistorico di Ash-Shuma.
Tra il 1985 e il 2009 operò a Ra's al-Junayz, Oman, per lo studio delle navigazioni preistoriche e gli scambi tra l'India e l'Oman del III millennio a.C del Joint Hadd Project, in co-direzione con Serge Cleuziou del CNRS francese.
Tra il 1989 e il 1995 ebbe la direzione del Progetto di ricerche italo-russo-turkmeno "Carta Archeologica del Delta del Murghab" in collaborazione con l'Istituto di archeologia dell'Accademia russa delle scienze e l'Università Statale del Turkmenistan. Nel 1992 effettuò un viaggio di studio in Vietnam e Cambogia come esperto nel Ministero degli Affari Esteri per la preparazione di progetti di conservazione a Hanoi e Angkor Wat. Nel 1993 operò a Voronež, Russia, effettuando la ricognizione e lo scavo del sito scitico nell'area di Ostrogožsk sul medio Don.
Tra il 1999 e il 2009 condusse un programma archeologico a Samarcanda e nella media valle dello Zeravshan, Uzbekistan, per la ricostruzione della città al tempo di Tamerlano e Uluğ Bek (1400-50 AD), e l'esplorazione della regione, in collaborazione con l'Istituto di Archeologico dell'Accademia delle scienze dell'Uzbekistan.

### Morte
Si spense a Ravenna il  24 febbraio 2017.

## Pubblicazioni

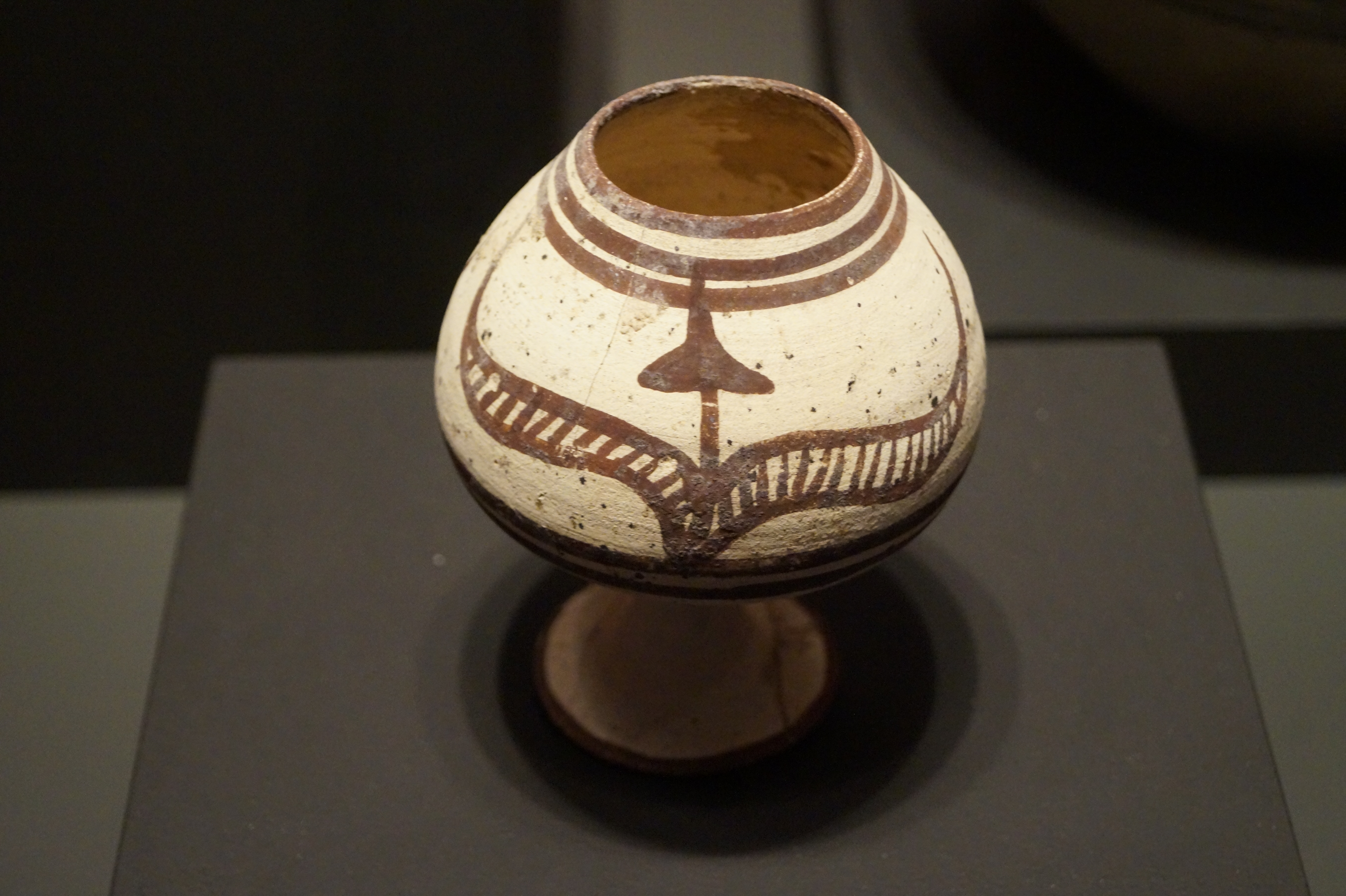
Ceramica rinvenuta durante gli scavi di Shahr-i Sokhta.

- Iran, l'alba della civiltà, Milano, A. Provinciali Spotorno, 1972
- Prehistoric Sïstān 1, Roma, IsMEO, 1983.
- Oman studies: papers on the archaeology and history of Oman, con Paolo Costa, Roma, Istituto italiano per il Medio ed Estremo Oriente, 1989.
- The Prehistory of Asia and Oceania (Volume 16), con Gennadii E. Afanas'ev, Serge Cleuziou e John R. Lukacs, Forlì, International Union of Prehistoric and Protohistoric Science (UISPP), 1996.
- The Archaeological Map of Murghab Delta, con Annageldy Gubaev e Gennady A. Koshelenko, Roma, Istituto italiano per l'Africa e l'Oriente, Roma 1998.
- Papers from the EAA Third Annual Meeting at Ravenna 1997. Vol. I, Pre- and Protohistory, con Mark Pierce, Oxford, BAR International Series 717, 1998.
- Papers from the EAA Third Annual Meeting at Ravenna 1997. Vol. II, Classical and Medieval, con Mark Pierce, Oxford, BAR International Series 718, 1998.
- Papers from the EAA Third Annual Meeting at Ravenna 1997. Vol. III, Sardinia, con Mark Pierce, Oxford, BAR International Series 719, 1998.
- Bruce Chatwin: viaggio in Afghanistan, con Franco La Cecla, Torino, Bruno Mondadori, 2000.
- Essays on the late prehistory of the Arabian peninsula, con Serge Cleuziou e Juris Zarins, Roma, Istituto italiano per l'Africa e l'Oriente, 2002.
- Le frontiere dell'Afghanistan, con Franco La Cecla, Bologna, Bononia University Press, 2005.
- In the Shadow of the Ancestors: The Prehistoric Foundations of the Early Arabian Civilization in Oman, con Serge Cleuziou, Muscat, Ministry of Heritage & Culture, Sultanate of Oman, 2007.
- The Bronze Age and Early Iron Age in the Margiana Lowlands. Facts and Methodological Proposal for a Redifinition of the Research Strategies. The Archaeological Map of the Murghab Delta. Studies and Reports, III, con Sandro Salvatori, Barbara Cerasetti, British Archaeological Reports, 2008.

### Annotazioni
1. ↑  Nell'accezione locale il significato di bruciato è sinonimo di purificazione, quindi la Città Bruciata indica la città purificata.

### Fonti
1. 1 2  Oman Culture.
2. 1 2 3 4 5 6 7 8 9 10 11 12 13 14 15 16 17  Minerva Archeologia.
3. ↑  Tosi 1997, p. 231.
4. 1 2  Ismeo.